# Lake Shetek State Park
Der Lake Shetek State Park ist ein State Park im Südwesten des US-Staates Minnesota in der Nähe von Currie. Benannt ist er nach dem an ihn angrenzenden Lake Shetek, dem größten See in Südwest-Minnesota. Er ist ein beliebtes Ausflugsziel für Camper und Entspannungsuchende mit ausgewiesenen Stellen für Picknicks, Volleyball, Fußball, Baden, Sportfischen, Spielplätzen und vielem mehr. Weiterhin gibt es auch historische Denkmäler eingedenk des Dakota-Kriegs von 1862, unter anderem eine original erhaltene Holzhütte.